# (20539) Gadberry
Pour les articles homonymes, voir Gadberry.
(20539) Gadberry est un astéroïde de la ceinture principale découvert en 1999.